# Erik Wahlstedt
Erik Wahlstedt (* 16. April 1976 in Sollentuna) ist ein ehemaliger schwedischer Fußballspieler.

## Laufbahn

### Vereinskarriere
Wahlstedt begann 1982 bei BK Astrio mit dem Fußballspielen. 1992 wechselte er zunächst in die Jugend des IFK Göteborg, für den er auch seinen ersten Profieinsatz in der Allsvenskan hatte. 1997 wechselte er zu Helsingborgs IF. Hier wurde er Stammspieler, ehe er 2001 nach Jütland zu Esbjerg fB ging, für die er in der SAS-Liga auflief. 2004 kehrte er zu Helsingborgs IF zurück, wo er bis zu seinem Karriereende 2012 spielte.

### Nationalmannschaft
Wahlstedt spielte zwei Mal für die schwedische Nationalelf. Bei der Europameisterschaft 2004 gehörte er zum Kader, kam jedoch nicht zum Einsatz.